# Clontarf Chess Club
Clontarf Chess Club – irlandzki klub szachowy z siedzibą w Dublinie, mistrz kraju z 1955 roku.

## Historia
Klub został założony w 1888 roku. Dwa lata później wygrał Armstrong Cup. W późniejszym czasie zaprzestał działalności, został reaktywowany na przełomie 1947 i 1948 roku z inicjatywy Endy Rohana, Briana Duignana i Liama Briana. W 1951 roku zespół rozpoczął rozgrywki w Armstrong Cup, a trofeum wygrał w latach 1953 i 1955. Ponadto w 1955 roku klub wygrał rozgrywki National Club Championship, pokonując w finale 3½:2½ QUB Chess Club.